# 제2 국제금융센터
국제금융센터(중국어: 國際金融中心 국제금융중심[*], 영어: International Finance Centre 인터내셔널 파이낸스 센터[*], 흔히 IFC, 브랜드 "ifc"(소문자))는 홍콩 중완에 있는 통합 상업 건물을 말한다. 홍콩섬의 두드러진 랜드마크 건물 중 하나이다. 국제금융센터는 두 개의 마천루로 이루어져 있는데, 건물에는 ifc 몰과 포 시즌즈 호텔 홍콩이 자리 잡고 있다. 그것들은 각각 국제금융센터 제1기와 국제금융센터 제2기라고 불린다.
이 건물은 완공된 건물 높이로만 따질 때 세계에서 7번째로 높은 사무용 빌딩이다. 지붕 높이로 따지면 타이베이 101(지붕 449m)과 윌리스 타워(442m) 가 이 건물보다는 높다. 한때 홍콩에서 가장 높은 건물이었으나, 2010년 MTR 가우룽역 위에 국제 상업 센터(484m)가 완공되면서 국제금융센터는 2위가 되었다.
현재 홍콩 공항철도(중국어: 機場快綫 기장쾌철[*]) 홍콩역이 국제금융센터 지하에 자리 잡고 있다. 국제금융센터가 지어진 자리에는 한때 센트럴 플라자가 자리잡고 있었고, 이후 1992년 옆으로 이전하여 새로운 78층 건물로 지어졌다.
제2국제금융센터는 세계적으로 유명한 건축가 시저 펠리가 디자인하였다.
좌표는 북위 22도 17분 6.82초, 동경 114도 9분 33.45초이다.

## 배경
이 건물은 완전히 매립지 위에 들어서 있다. 에어포트 익스프레스 선의 센트럴 역 위에 역사 복합 건물로서 들어선 것이다. 총 건축비는 400억 홍콩 달러였다. 개발사는 센트럴 워터프론트 프로퍼티(Central Waterfront Property)였는데, 이 회사는 핸더슨 랜드 디벨롭먼트와 순 훙 카이 프로퍼티즈와의 합작 회사였다. 1996년 사장 순 훙 카이가 개발 권리를 55억 홍콩 달러에 홍콩 정부로부터 사들였다. MTR 코포레이션이 회사의 일정 지분을 유지했으며, 순 훙 카이가 47.5%의 개발 지분을 보유하였고, 핸더슨 랜드 디벨롭먼트가 32.5%의 지분을, 관련사인 홍콩 차이나 가스 컴패니가 15%의 지분을 차지하였다. 또한 중국 은행도 5%의 지분을 보유하였다..
MTR 코포레이션은 1996년 홍콩 역 앞에 지어질 40층 규모, 200m 높이의 두개의 사무용 건물 블록의 디자인을 담고 있는 "홍콩의 미래를 건설"("Building Hong Kong's Futere")이라는 제목의 소책자를 발간한다. 하지만 프로퍼트 대리인들의 조언에 따라 이러한 계획을 백지화하였고, 한 개의 400m 높이의 메가타워(Megatower) 건물을 짓고 입주자들에게 더 좋은 전망을 선사하는 것으로 계획을 바꾸었다. 전체 건물의 연린 공간(open space)를 두 배로 늘리고, 주차장 공간을 50% 늘리는 트레이드-오프였다.
1FC 및 2FC 모두 페트로나스 타워를 설계한 것으로 유명한 시저 펠리가 설계하였다.. 1IFC는 미국 저지 시티에 있는 30 허드슨 스트리트라는 건물을 닮았는데, 이 건물 또한 시저 펠리가 디자인한 것이다. 2IFC의 건설 비용은 195억 홍콩 달러를 기록하였다.. 한창 공사가 진행 중일 때는 세계 각지에서 모여들은 인부들이 3500명에 달했다.

### 논란

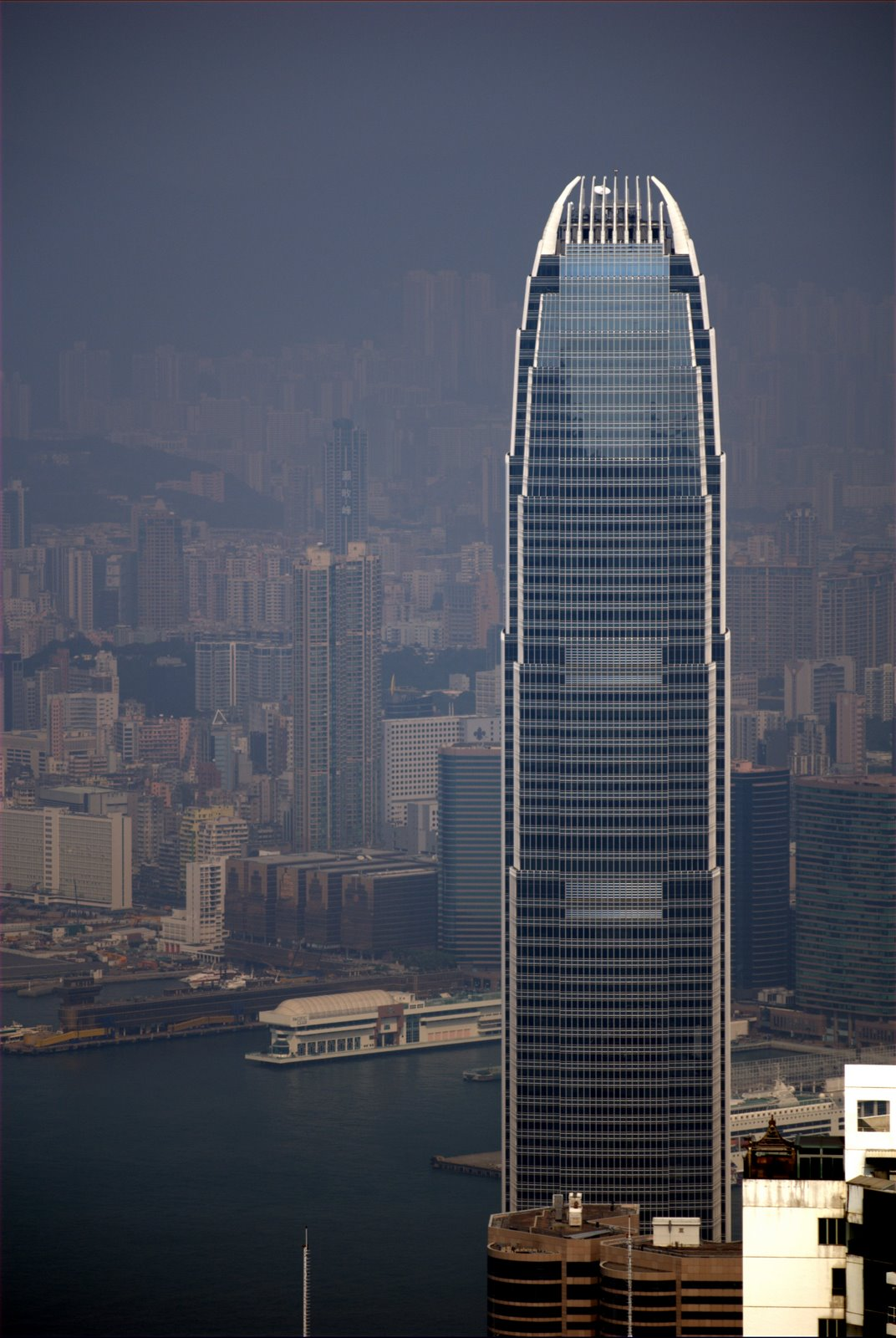
빅토리아 픽에서 바라본 2IFC. 다른 건물들과 항구 사이에 서 있다.

#### 조망권 침해
이 메가타워는 최초의 계획에 따라 지어지지 않았다. 또한 여러 주요 관광 지역에서 보여지는 빅토리아 픽의 능선이 새로이 건축되는 건물에 의해 잘려지지 않아야 한다고 규정하고 있는 메트로플랜(Metroplan)계획을 준수하지 않았다..
메트로플랜(Metroplan)은 침 사 추이를 포함한 여러 주요 해안 지역(waterfront)에서 새로 개발된 건축물 위로 20내지 30 퍼센트의 언덕(hill)이 보여야 된다고 언급하고 있다..
더 스탠타드의 보도에 의하면, 빅토리아 픽이라는 홍콩의 전망대(viewing gallery)보다 IFC2의 건물 높이가 약간 더 높기 때문에, 현지인들이나 관광객들이 빅토리아 픽에서 빅토리아항을 내려다봤을 때, 예전에는 잘 보였던 유명한 풍경이, IFC2 때문에 가려져 보인다고 한다.. 많은 홍콩 현지 주민들이 신문에 당시 계획 중이던 개발 계획에 대해 불만 섞인 편지를 보내기도 하였다. 지역 역사학자인 제이슨 워디(Jason Wordie)는 IFC2는 홍콩 정부의 건물 고도 규정을 어기는 것이라고 언급하였다..
도시계획과의 장인 추 힝-인(Chu Hing-yin)은 다음과 같이 언급하였다. "우리는 최대한 규정을 지키려고 힘썼다. 시각적 영향력과 도시적 디자인은 그것의 일부에 불과하다.". 도시계획위원회는 1996년 8월 건물 건축 계획을 승인한 바 있었다..

#### 정책 투명성의 결여
크리스틴 로는 의사 결정에 있어서 투명성이 없었음을 비판하였다: 도시계획위원회(The Town Planning Board)는 노상 밀실에서 회의를 가졌고, 문서들은 기밀로 분류되었다.. 위원장인 퉁 치-화는 "어떠한 종류의 개발 계획이 받아들여질 수 있었던 것인지에 대해 지역의 시민과 위원회의 전문가 사이의 의견의 불일치가 있었을 수도 있음"을 인정하였다..

### 짧은 말뚝 사고
공사 현장의 일부에서 설계보다 짧은 길이의 파일(pile)이 박혀진 사실과 콘크리트 사용 규정에 비해 콘크리트가 적게 사용되었음이 엔지니어들에 의해 발견되었고, 다시 파일을 박는 과정에서 많은 비용이 소모되었다..
이 문제는 북쪽 9층 기단에 영향을 미쳤다. 이 쪽은 새로운 페리 부두와 가까웠다. 보정작업을 위한 측정 결과, 암반 레벨까지 내려가지 못한 13개의 파일에 대해 양쪽에 새로이 두 개씩의 파일을 박을 필요가 있었다. 38층짜리 남서 타워(South West Tower)는 영향이 없었다. 센트럴 워터프론트는 110개의 잘못된 파일이 북쪽 기단에 사용됐다고 밝혔고, 시공사였던 B+B 콘스트럭션을 비난하였다..

## ifc라는 브랜드

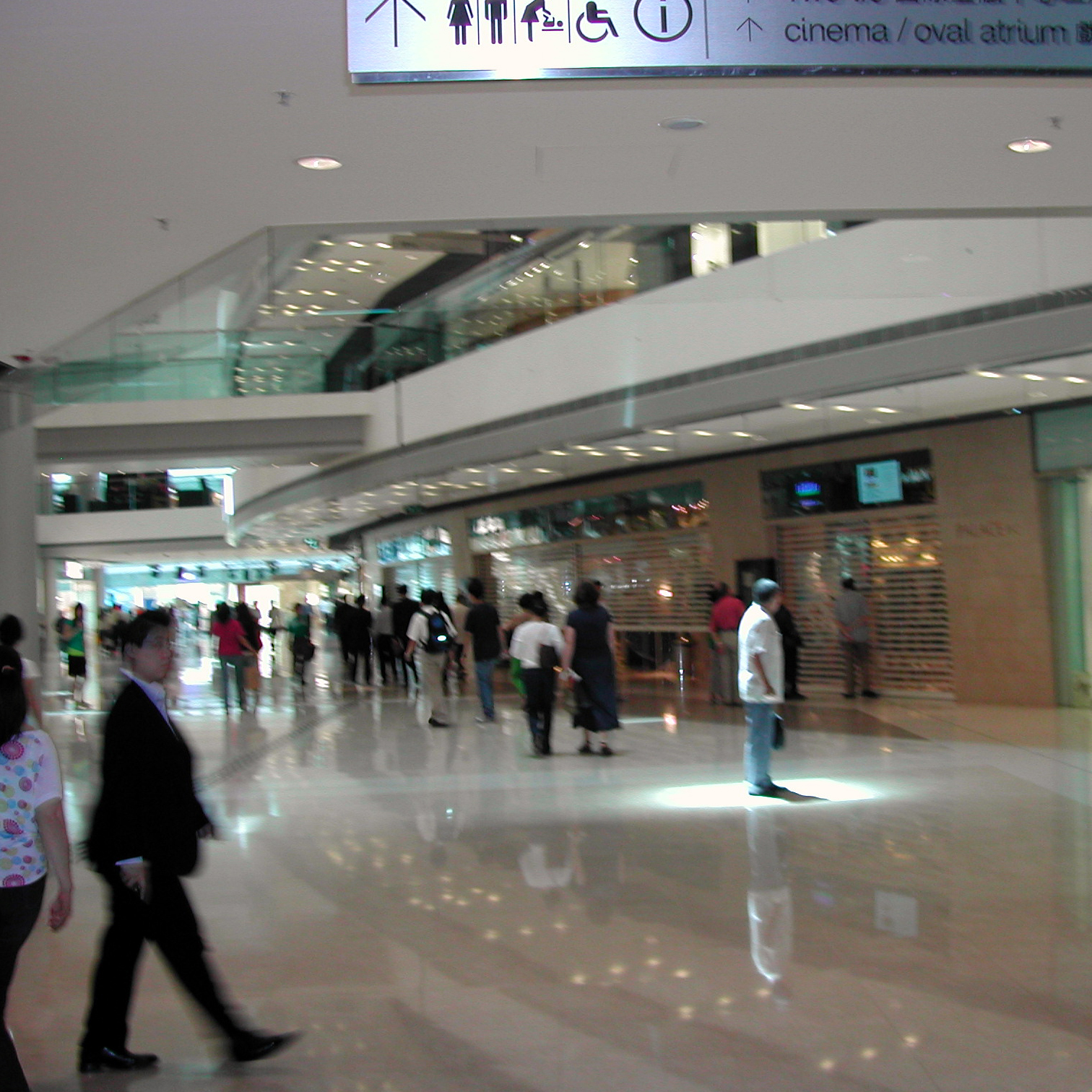
IFC 몰 안의 가게와 영화관.

제1타워는 1IFC라고 알려져 있으며 브랜드 이름으로는 "Ifc One"이 된다. 마찬가지로 제2타워는 2IFC라고 알려져 있으며 브랜드 이름으로는 "Ifc Two"가 된다.
1IFC는 1998년 개장하였다. 아시아 금융 위기가 막 끝나갈 무렵이었다. ING 그룹, 스미토모 미츠이 뱅킹 코포레이션, 피델리티 투자, 맨더터리 프로비던트 펀드 스키마스 오도리티 등이 입주해 왔다. 파이낸셜 타임즈 지도 입주했다..
홍콩 금융관리국도 2IFC의 14개의 층을 매입하였다.; HK 모기지 코포레이션도 2만 4000여 제곱피트에 대해 12년간의 리스 계약을 체결하였다.; 노무라 그룹도 2IFC의 6만 제곱피트를 차지하였다. 1IFC에 입주해 있었던 파이낸셜 타임즈도 1만 제곱피트를 차지하였다.. 언스트 & 영은 2IFC 11층부터 18층까지의 6개 층 18만 제곱피트를 임대했는데, 2IFC에서 가장 규모가 큰 입주가 되었다..
2IFC는 SARS가 최고조에 달했을 당시 완공되었는데, 처음에는 제곱 피트 당 25내지 35홍콩달러의 임대료를 받았다.. 2007년에는 경제 사정이 나아져서 고급(A등급) 오피스 공간은 수요가 많아졌다. 2007년 임대료는 제곱 피트 당 150 홍콩 달러이다.
세계 유명 브랜드에 대한 매장이 입주해 있고, 교통이 편리함을 활용하여, IFC는 관광객들을 ifc 몰로 끌어들이고 있다. Ifc 몰에는 패션, 헬스 & 스킨 케어, 보석, 액서사리 매장 및 레스토랑, 영화관이 들어서 있다. Ifc 몰에는 약 200 여 종의 브랜드가 입주해 있다. 고급 슈퍼마켓인 c!ty'super 매장도 있는데, 이것은 홍콩에서 3번째 점포이다.

## 국제금융센터 제1기
국제금융센터 제1기(중국어: 國際金融中心一期, One International Finance Centre, One IFC, IFC1) 혹은 원 인터내셔널 파이낸스 센터는 1998년에 완공하였고, 1999년에 문을 열었다. 이 건물은 210 m 높이이다.  38층이고 4층은 거래실 용 층이다. 4개 구역에 18 대의 승객용 엘리베이터를 갖추고 있다. 연면적 7만 2850m²이다. 이 건물은 약 5000 명을 수용하고 있다.
또한, 2대의 서비스용 엘리베이터, 2대의 자동차용 엘리베이터를 갖추고 있다.

## 국제금융센터 제2기
2003년 완공된 국제금융센터 제2기(중국어: 國際金融中心二期, Two International Financial Center, Two IFC, IFC2) 혹은 투 인터내셔널 파이낸스 센터는 ifc 몰의 제2기 공사 때 완공되었다. 현재 홍콩에서 두 번째로 높은 415m 높이이다.

층수는 지상 88층인데, 88은 중국 문화에서, 길한 숫자이다. 그런데 사실은, 금기시 되어서 빼버린 층이 3개 정도 있기 때문에, 실질적인 층수는 85층으로 88층이라는 층 수에는 모자란다. 14층, 24층, 44층 등등이 불길하다고 하여 빠졌다. 14는 광둥어에서는 '명백한 죽음', 24는 '쉬운 죽음'이라는 뜻의 단어와 비슷한 발음이 나는 이유로 인하여 44층과 함께 3개 층은 세지 않았다.
22 층의 높은 천장을 가진 거래실 용 층도 있다. 높은 천장을 가진 층은 금융 기관 및 회사를 위해 디자인 되었다. 예를 들어 55층에는 홍콩 금융관리국(HKMA)이 입주해 있다. 55 층은 현대화된 통신 시설, 선로 가설을 위한 높은 천장, 기둥 없는 공간을 구비하고 있다.
약 1만 5천 명이 입주하고 있다. 7 개 구역에 42 대의 승객용 고속 엘리베이터를 갖추고 있다. 1 대의 임원 전용 엘리베이터도 갖추고 있다.

### 주요 입주자 목록
- 뱅크 오브 아메리카 - 42층
- Banco Bilbao Vizcaya Argentaria - 10층, 43층
- BNP 파리다스 - 59층~63층 (5개 층)
- 블랙스톤 그룹 - 9층
- 차터하우스 매니지먼트 - 19층, 31층
- 코메르츠 방크 - 29층
- 파이낸셜 타임스 - 29층
- 제너럴 애틀랜틱 - 58층
- 허드슨 개발 회사 - 71층~76층 (6개 층)
- 홍콩 금융관리국 - 55층, 56층(일부), 77층~88층 (14개 층)
- MTR 코퍼레이션 - 33층~52층 (20개 층)
- 노무라 홀딩스 - 22층, 25층~27층, 30층~32층
- 스탠다드 차타드 은행 - 12층, 15층
- 텍사스 퍼시픽 그룹 - 57층

## 포 시즌즈 호텔 홍콩
포 시즌즈 호텔 (Four Seasons Hotel)은 2005년에 완공되었다. 물가에 세워진 206 m 높이, 55 층 호텔이다. 홍콩 내의 첫 포 시즌즈 호텔이다.
호텔은 400 여 개의 객실 및 500여 개의 서비스드 아파트 방식의(serviced) 아파트를 보유하고 있다. 세계적인 수준의 레스토랑과 스파 등을 포함한 오락시설이 들어서 있다 한다. .

## 국제금융센터 제2기에 대한 사소한 사실들
- 더블데크 엘리베이터가 구비된 얼마 안 되는 건물 중 하나이다.
- 홍콩 금융관리국이 2001년 4억 8천만 달러에 55, 56, 77, 88 층을 매입하였다.[7].

## 사진

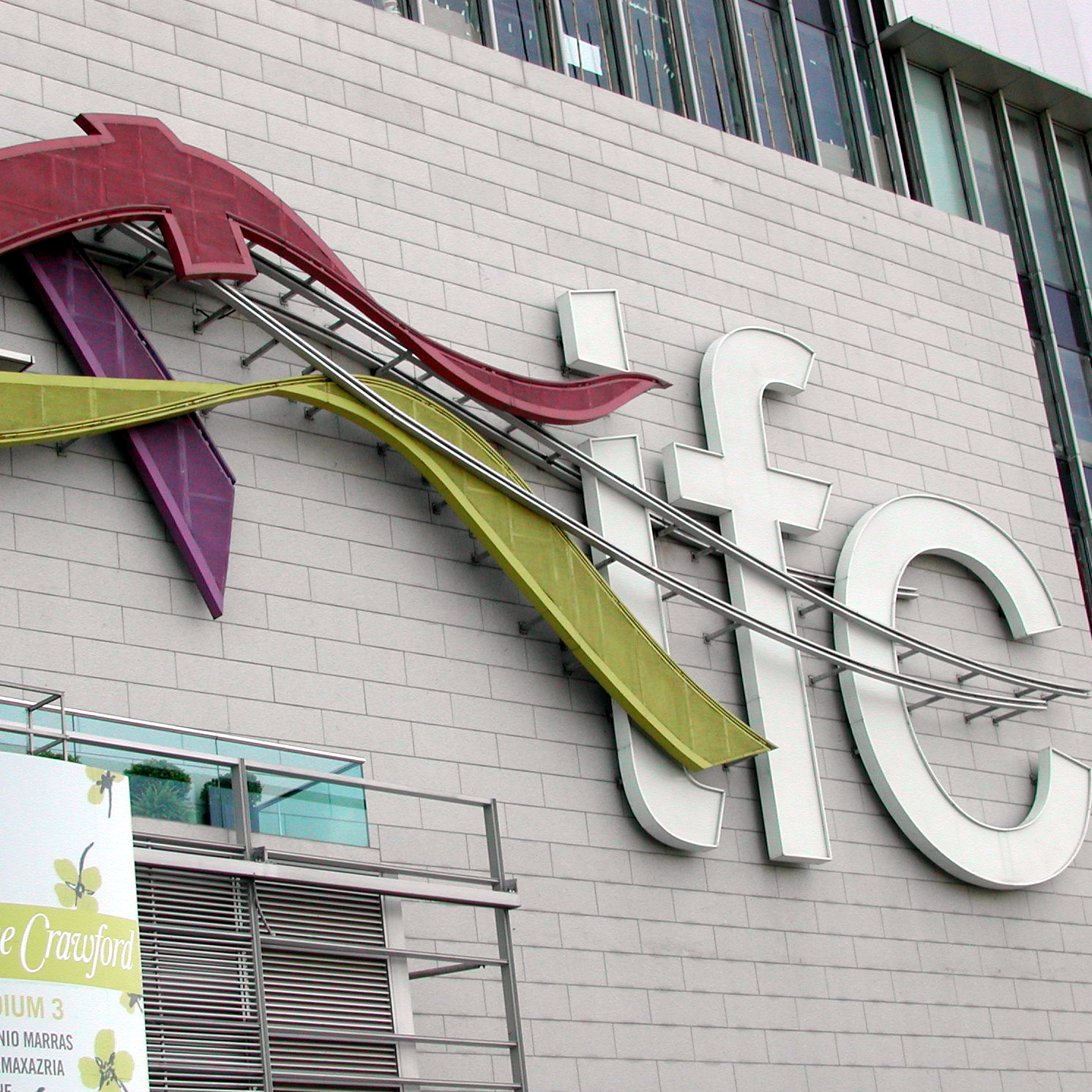
건물 외벽의 IFC 로고
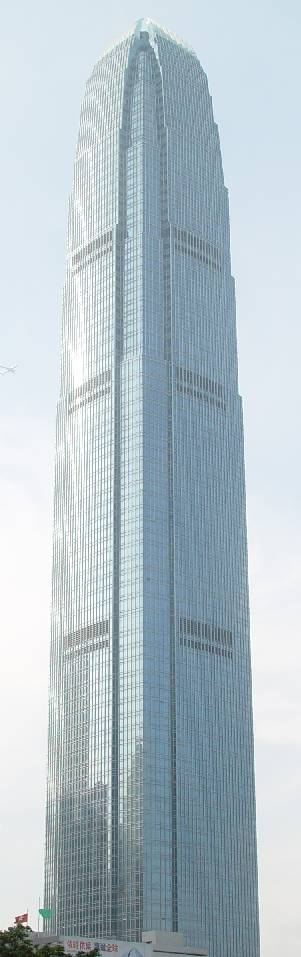
낮의 2IFC 타워
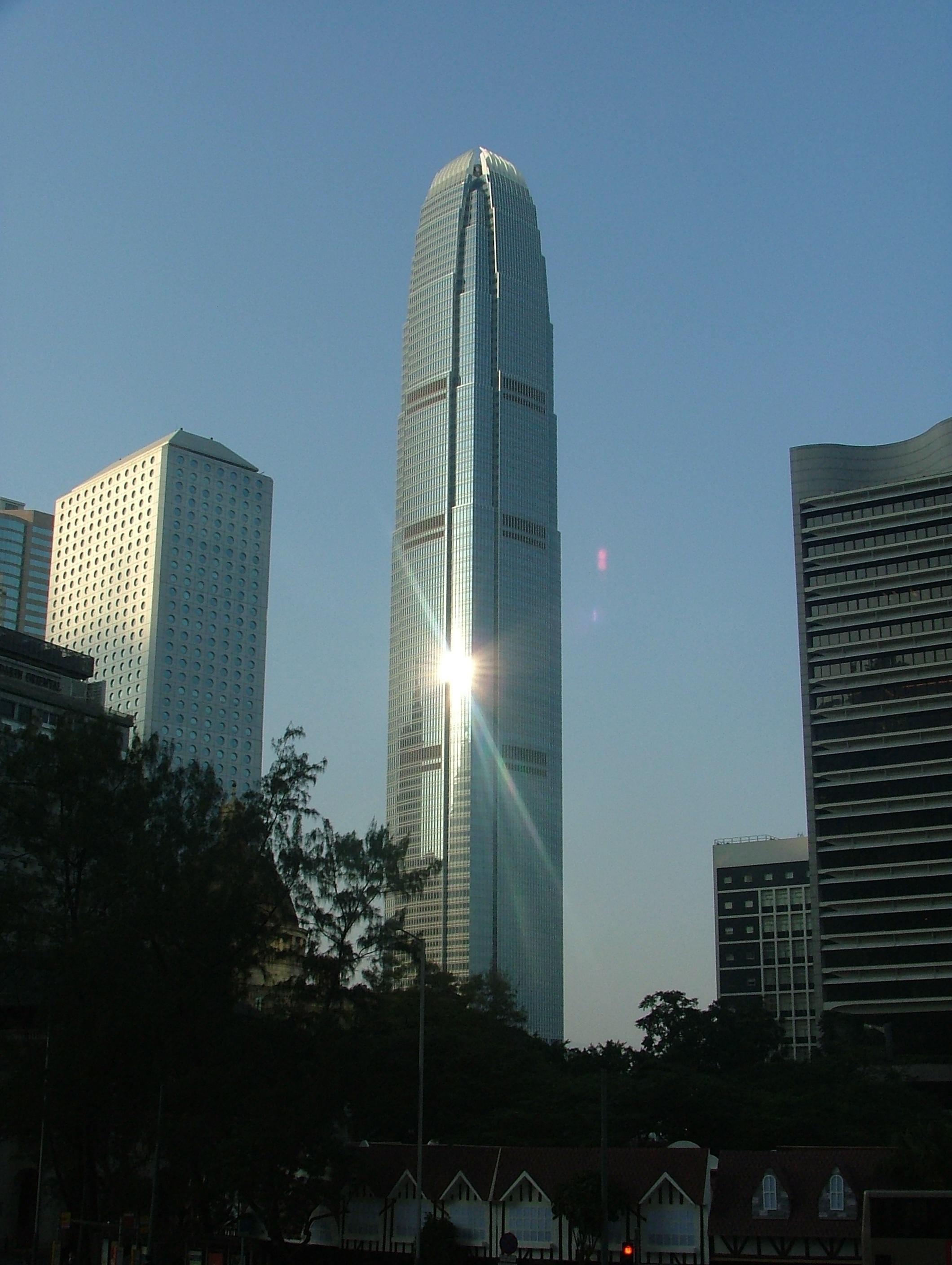
국제금융센터 (홍콩)에 태양빛이 반사되고 있다.
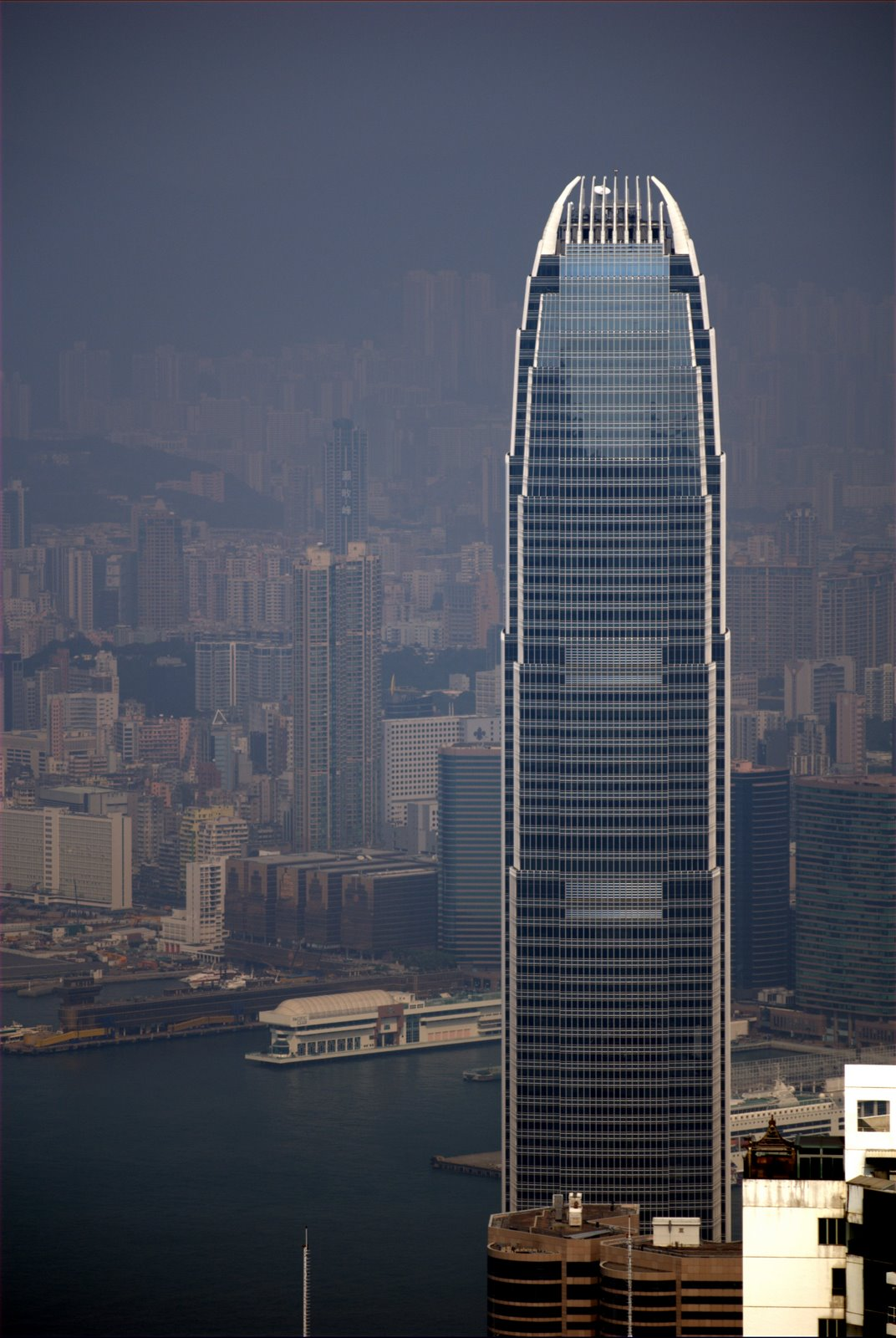
빅토리아 픽에서 바라본 2IFC. 다른 건물들과 항구 사이에 서 있다.
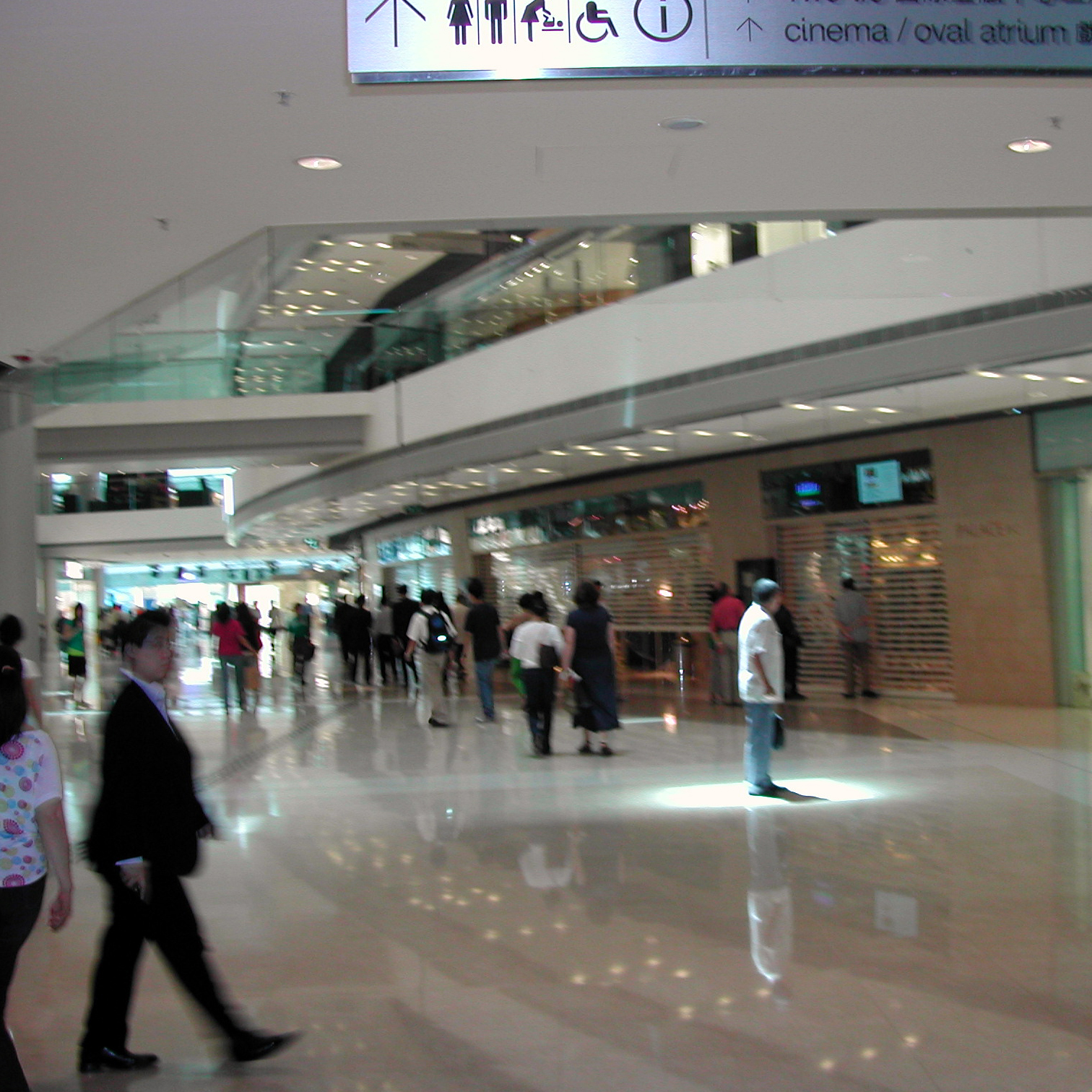
IFC 몰 안의 가게와 영화관
IFC 몰 내에서의 패션 쇼
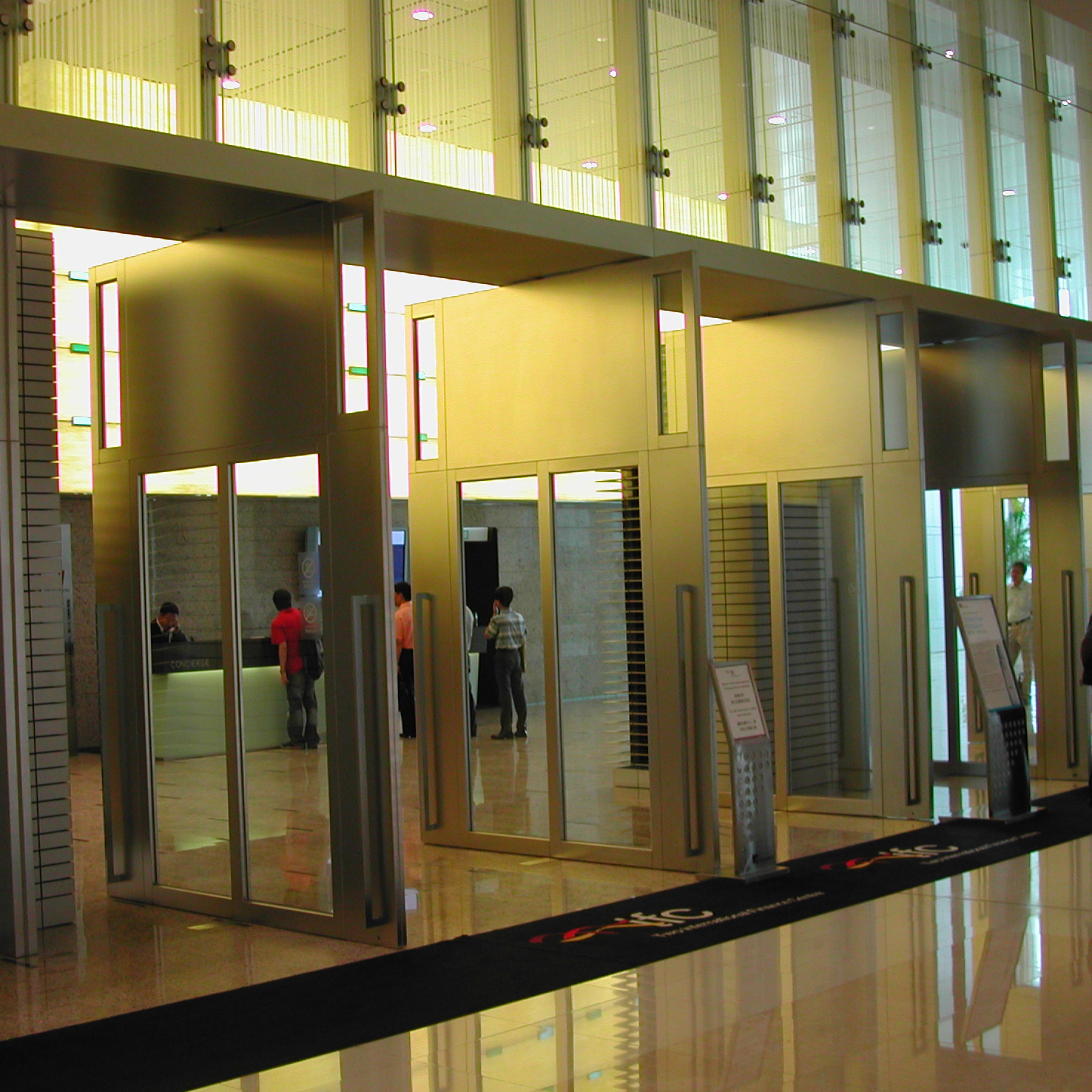
IFC 내의 로비
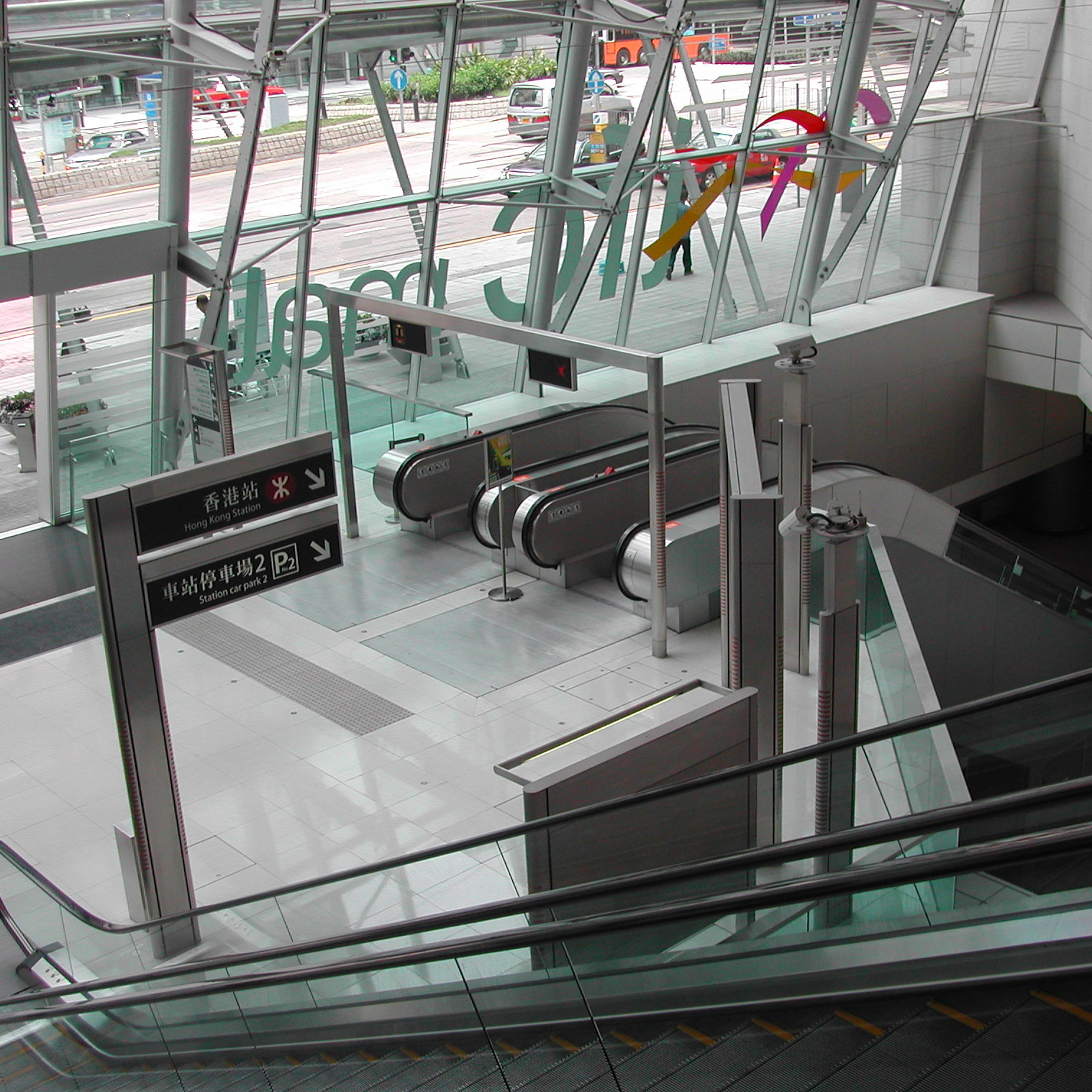
IFC 내의 홍콩 역
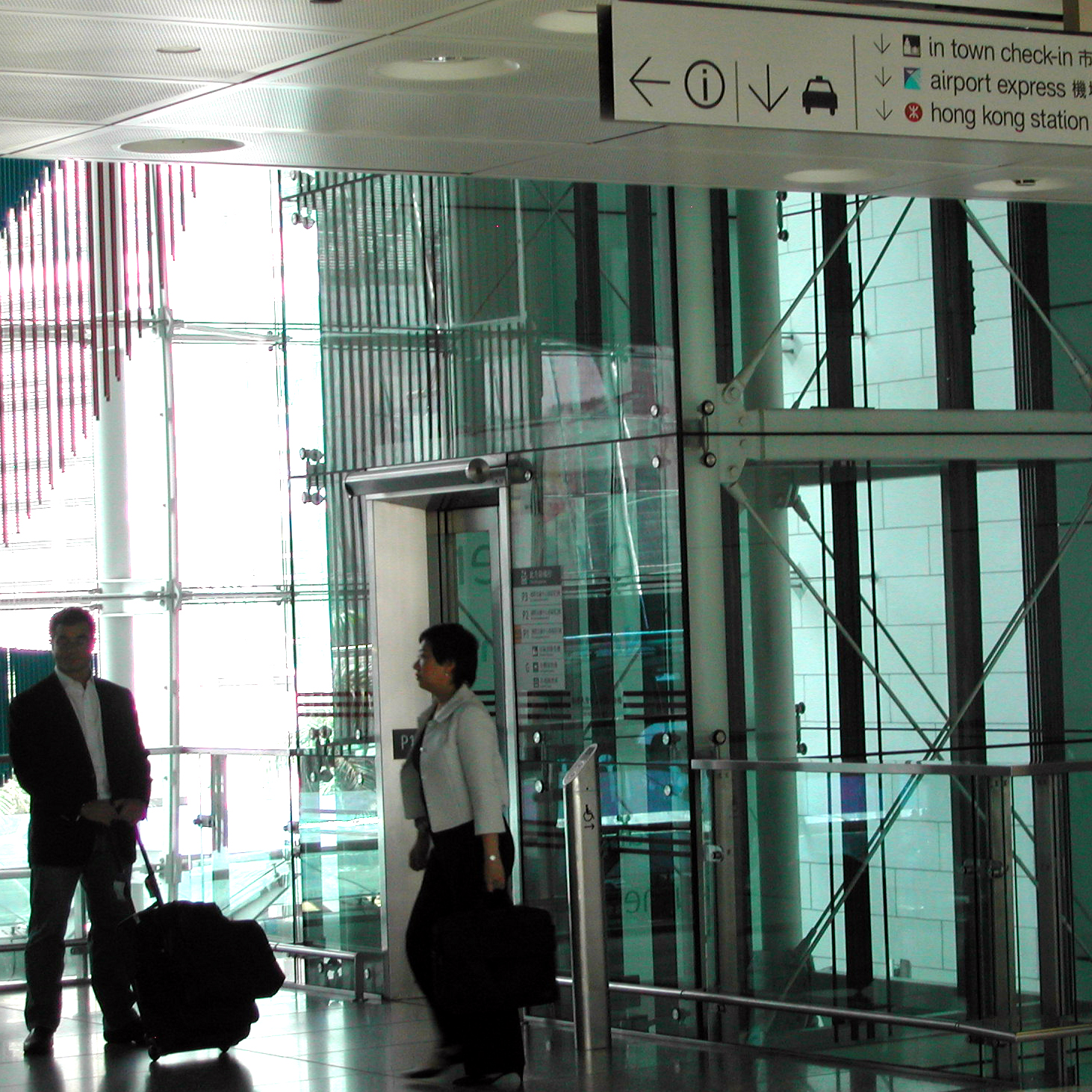
항공기 이용 여객이 홍콩 역에서 탑승 수속을 밟고 있다.
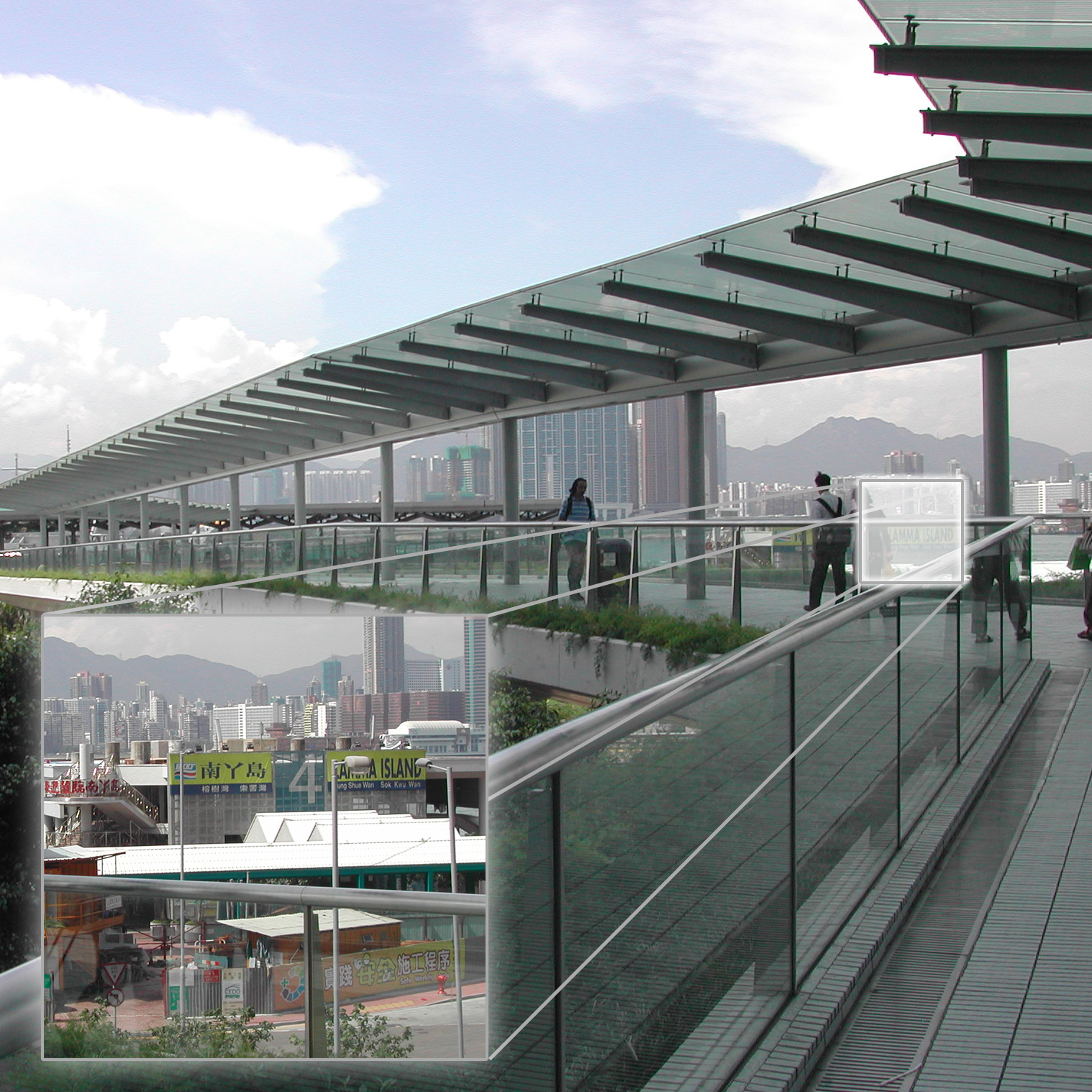
하늘에서 바라본 IFC 및 란터우섬 군도
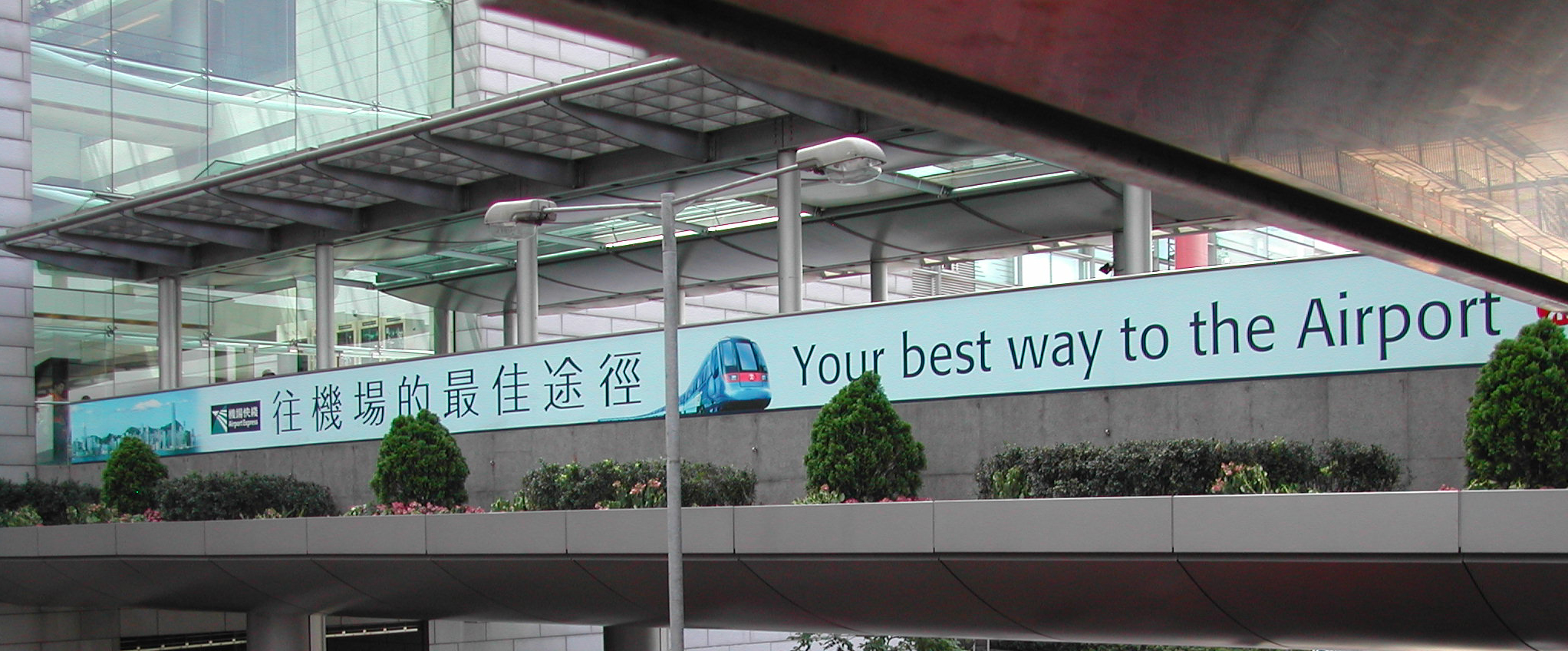
IFC 지하에는 지창콰이 선 홍콩 역이 있다.
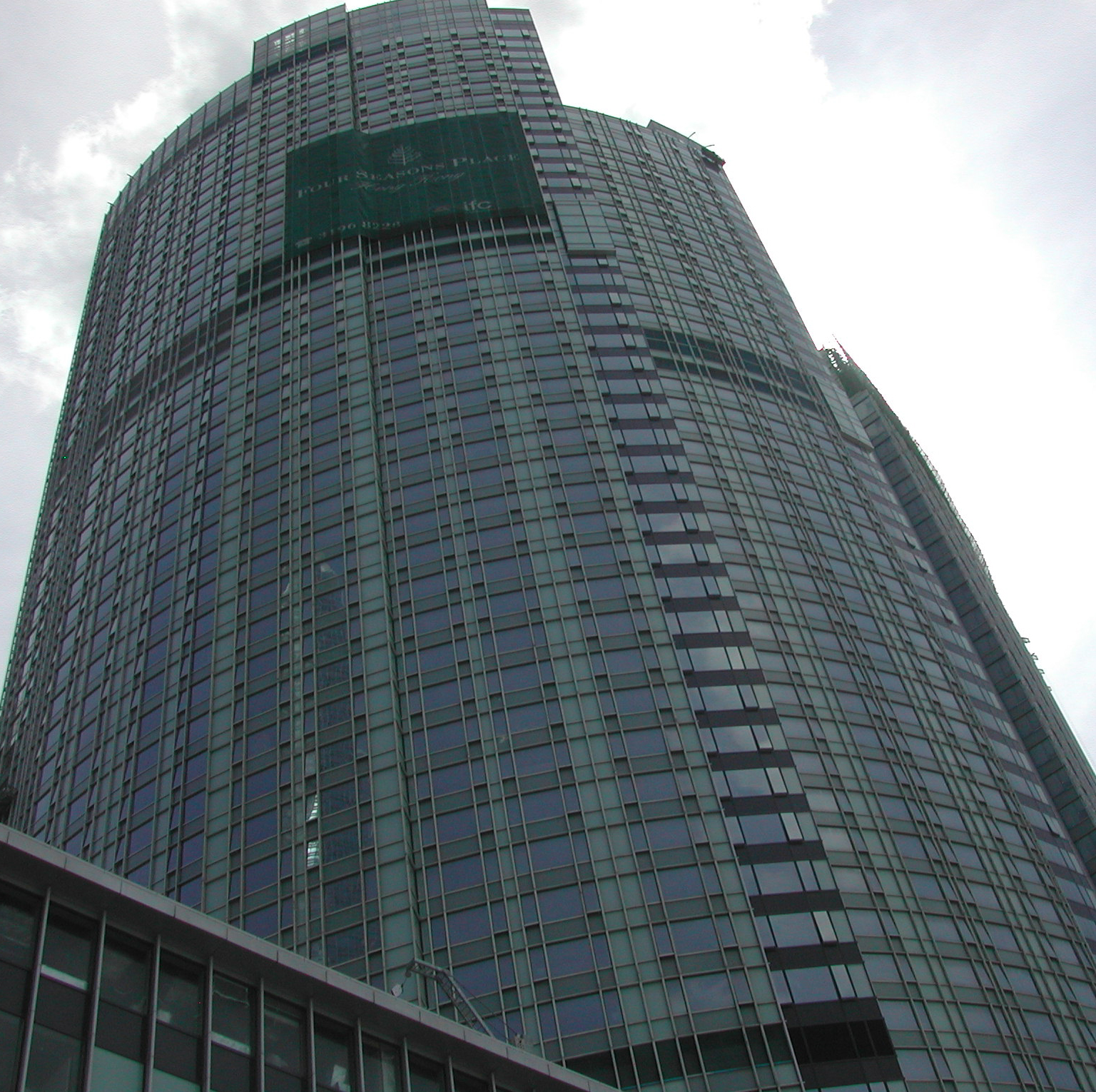
포 시즌즈 호텔
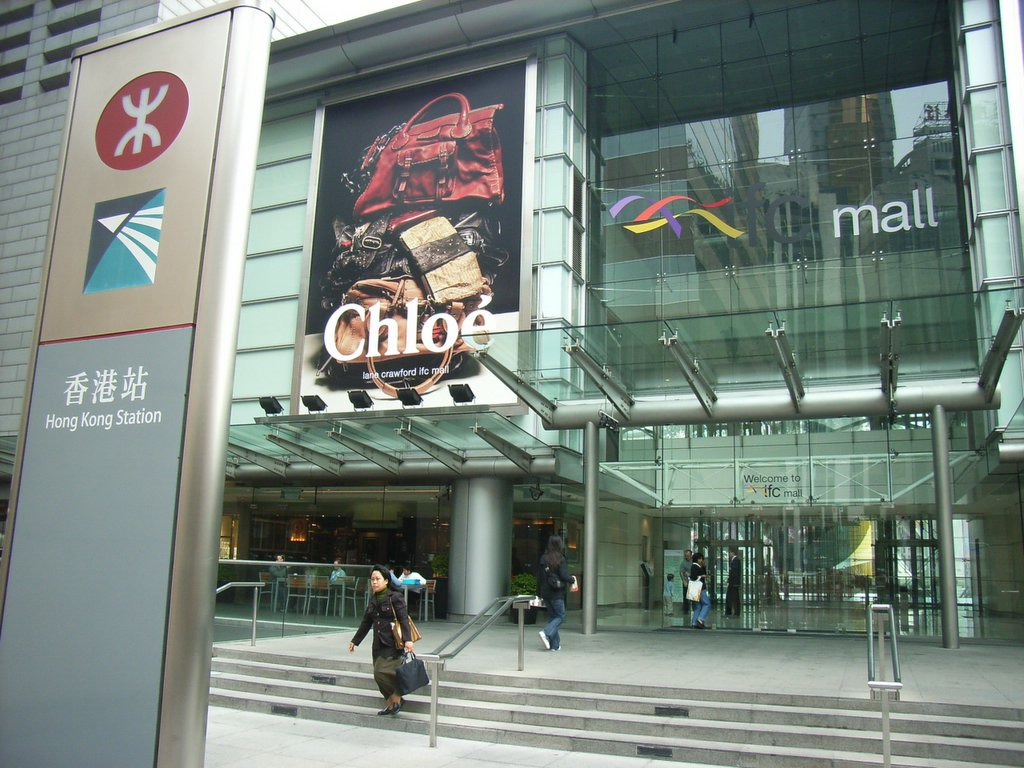
MTR 홍콩 역 근처 IFC
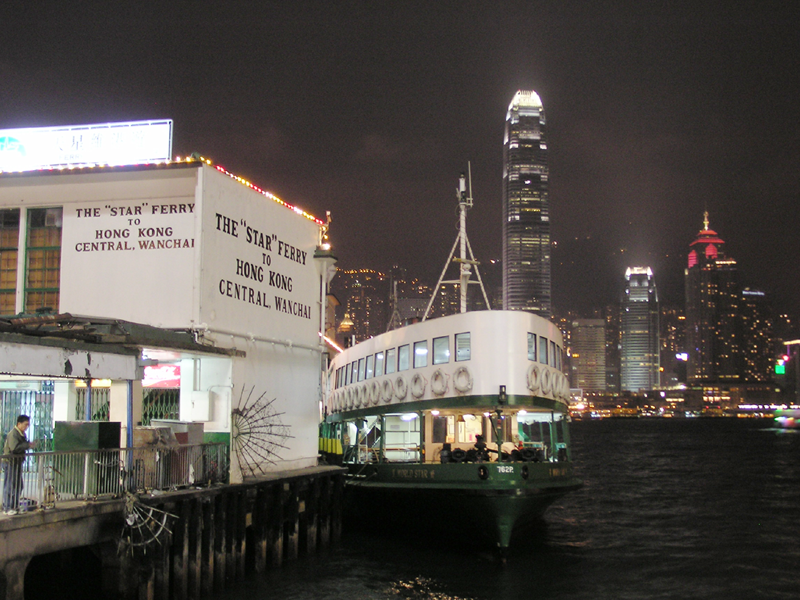
코우룬 반도 침사추이 스타페리 선상. 우측이 2IFC, 좌측이 1IFC
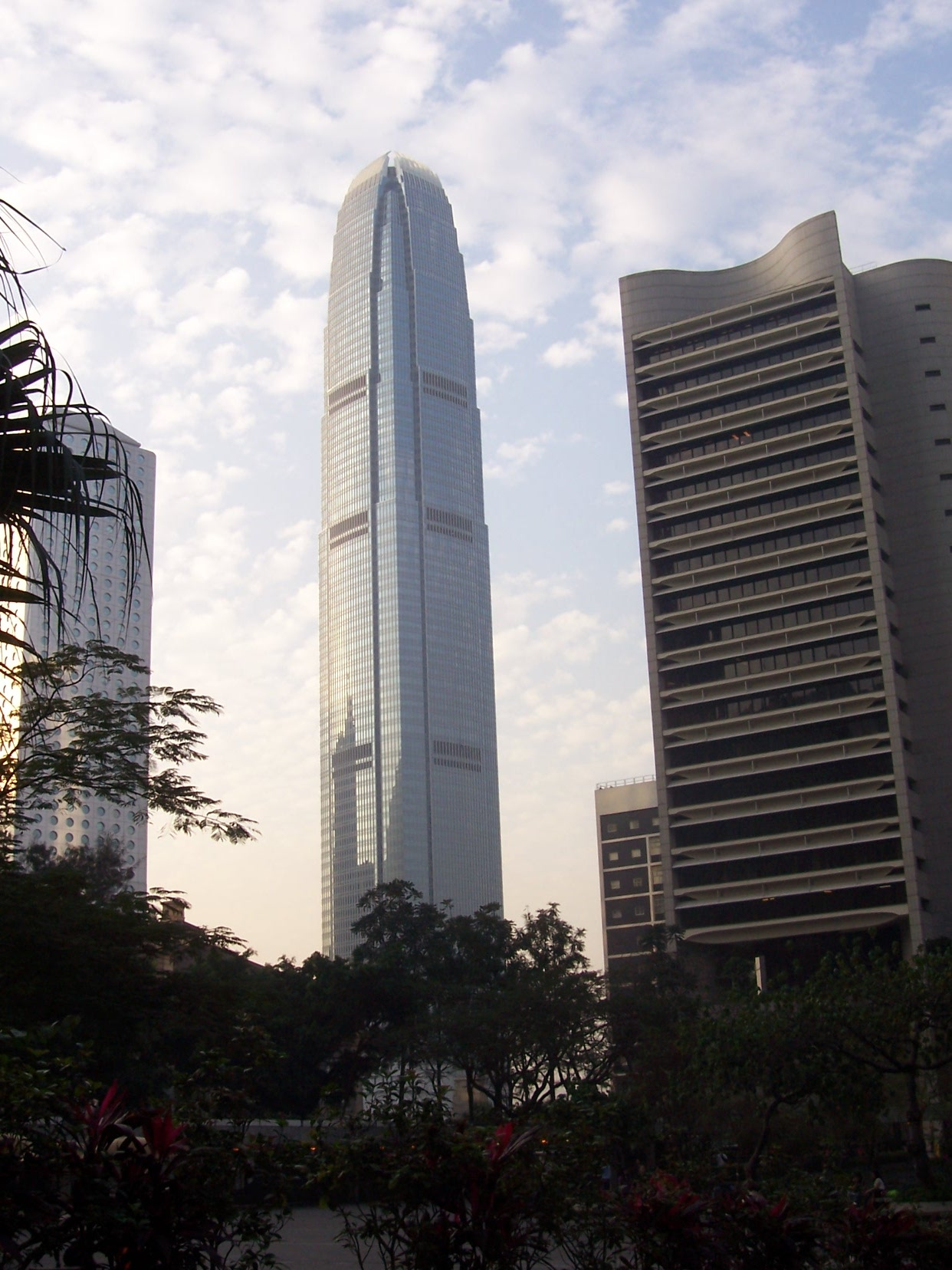
오후의 IFC
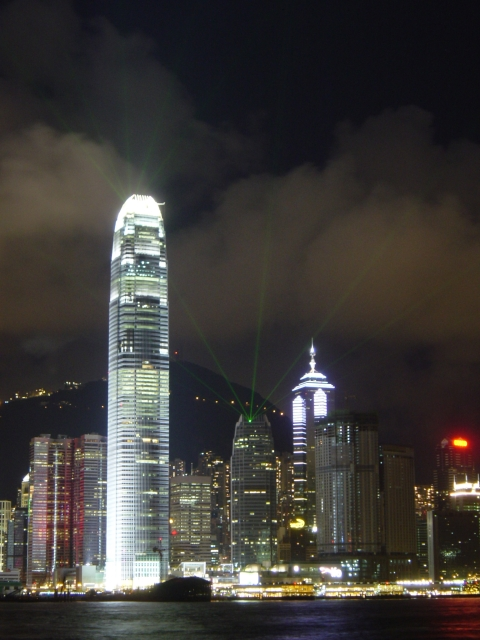
국제금융센터 (홍콩)의 야경, 두 번째
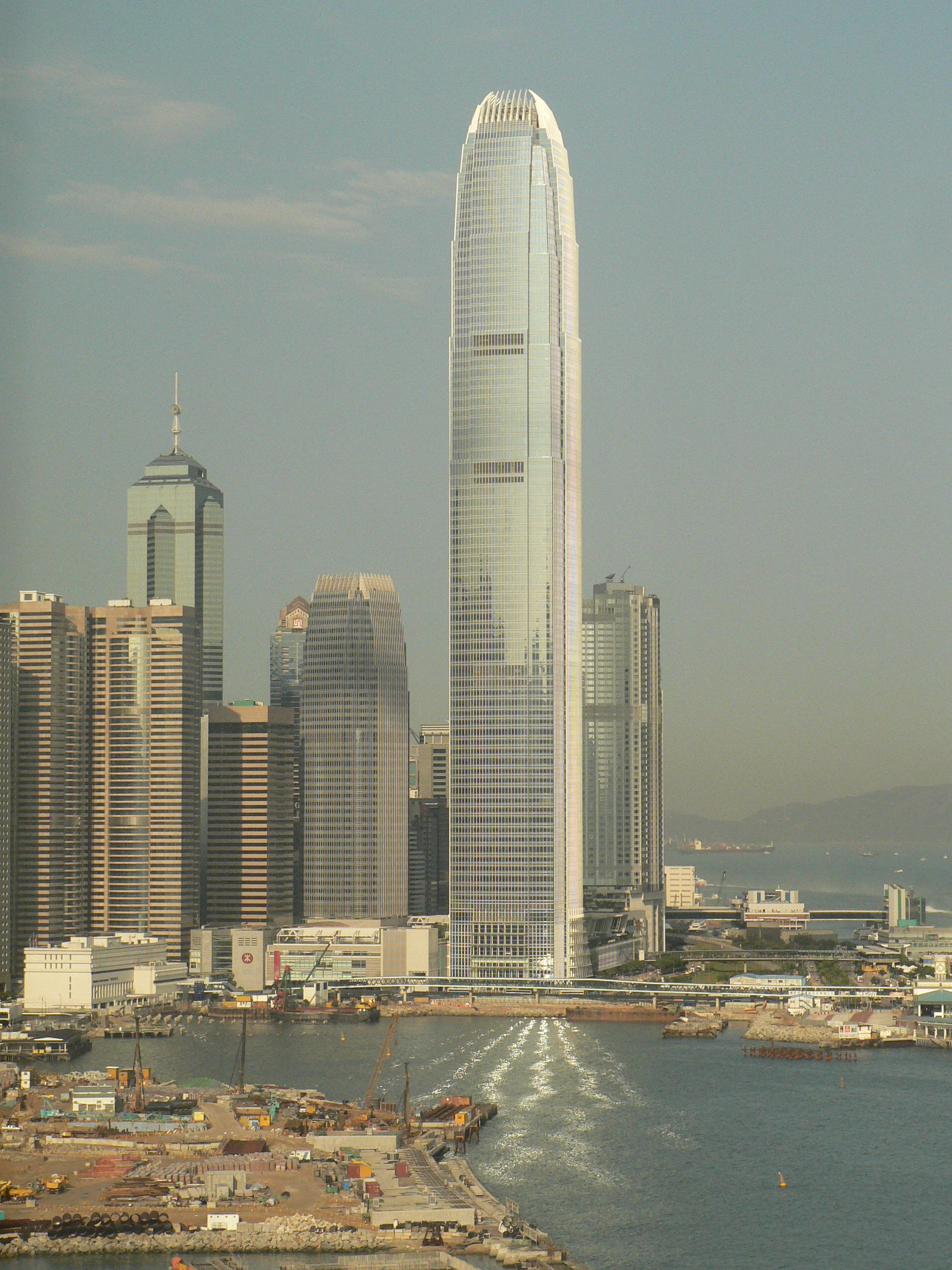
2IFC는 홍콩에서 2번째로 높은 건물이다.
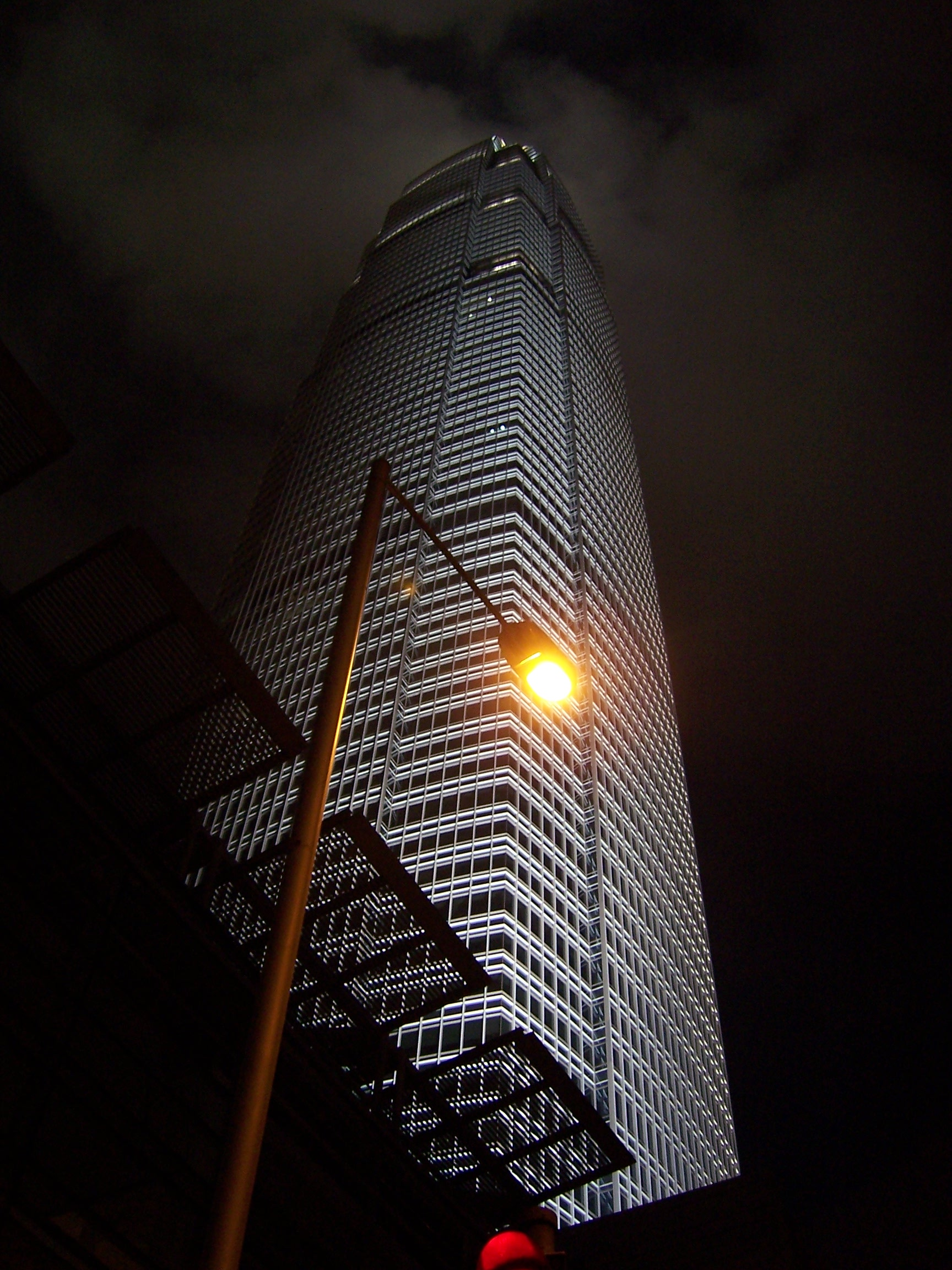
2006년 1월 2일의 IFC의 야경.

## 같이 보기
- 마천루 목록
- 홍콩의 마천루 목록